# Lise Thiry

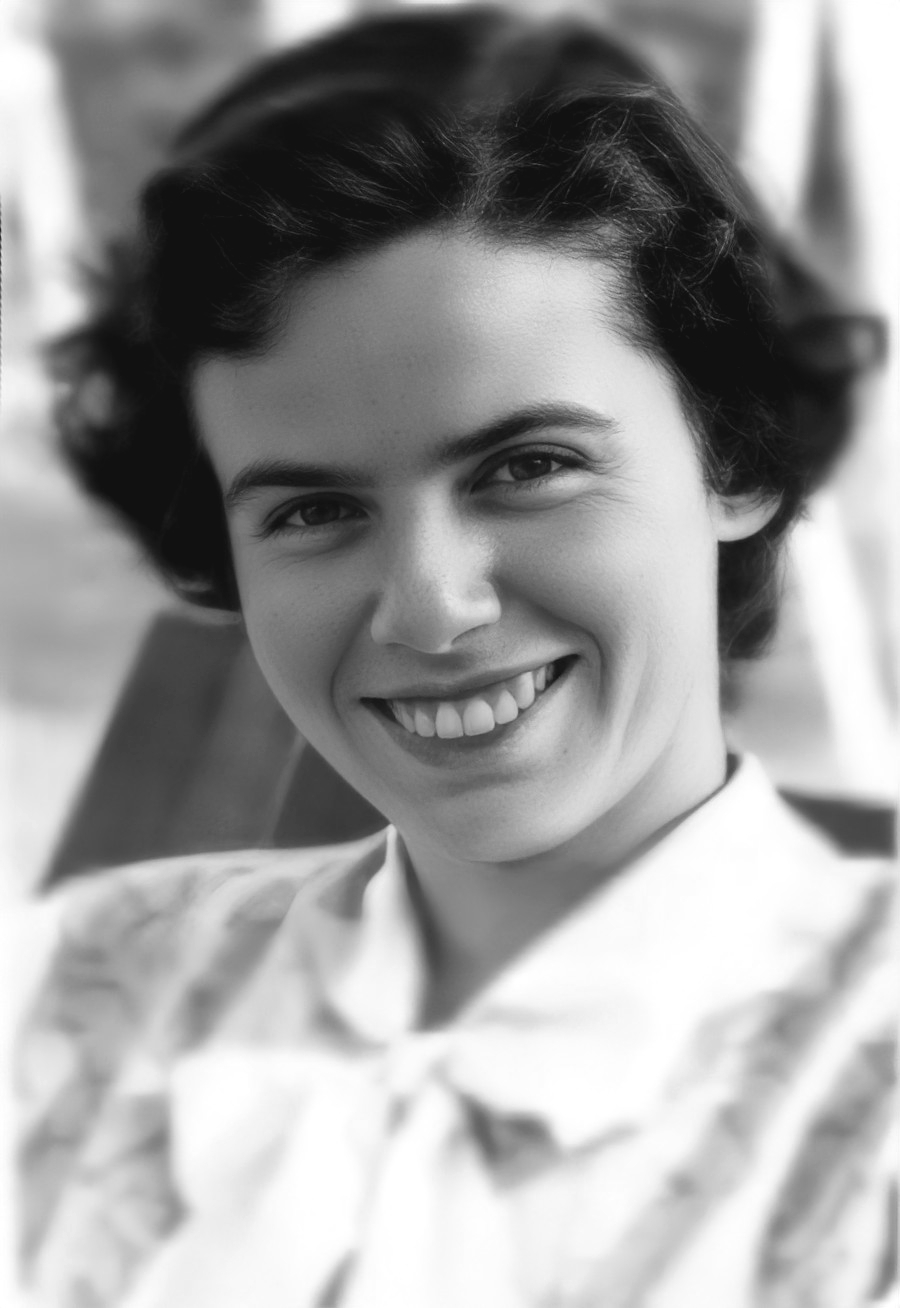
Lise Thiry

Lise Thiry (Luik, 5 februari 1921 – Waterloo, 16 januari 2024) was een Belgische virologe-microbiologe en een senator.

## Levensloop
Thiry was de dochter van dichter en senator Marcel Thiry.
Nadat ze promoveerde tot doctor in de geneeskunde aan de Universiteit van Luik, werd ze onderzoekster aan het voormalige Pasteur Instituut van Brabant te Brussel. Vervolgens was ze werkzaam als viroloog en microbioloog en werd ze professor aan de Université libre de Bruxelles
Ze werd vanaf 1973 ook politiek actief voor de PS en zetelde voor deze partij van 1985 tot 1987 als gecoöpteerd senator in de Belgische Senaat. Later verliet ze de partij: ze was in 1994 lijsttrekker voor het Europees Parlement van de linkse partij Gauche Unie, die geen politiek succes kende. Na de opheffing van de partij trad ze toe tot Rassemblement Wallonie-France. Voor deze partij was ze kandidaat bij de federale verkiezingen van 2010; ze was hiermee de oudste kandidaat van België, maar werd niet verkozen. In januari 2014 riep ze op om voor de PTB-GO-kieslijst te stemmen.
In 2011 werd ze geëerd als commandeur in de Mérite wallon. In februari 2021 werd ze honderdplusser.
Thiry overleed in januari 2024 op 102-jarige leeftijd.

## Trivia
In de verkiezing van "Les plus grands Belges", een programma uit 2005 op de zender La Une van de RTBF, behaalde ze plaats 74.